# Rosetta Bozzolo
Rosetta Bozzolo, detta Rosi (Treviso, 28 settembre 1950), è un'ex cestista italiana.

## Carriera
Tra le più forti playmaker italiane di tutti i tempi, ha disputato 160 partite con la maglia della Nazionale, di cui è stata capitana, realizzando 953 punti (tutti senza il tiro da tre, all'epoca non ancora adottato).
Ha vinto uno scudetto con l'Associazione Sportiva Vicenza e cinque con la Geas Basket, nel corso degli anni sessanta e gli anni settanta.
Nel 1978 cessò l'attività agonistica per diventare dirigente del GEAS.